# Book of St. Albans

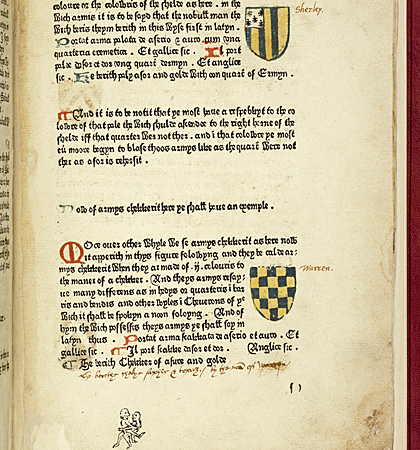
Pagina uit het Book of St. Albans (Cambridge University Library, Inc.3.J.4.1[3636]; folio 65v)

The Book of St. Albans is een uit de 15e eeuw daterende verzameling verhandelingen op het gebied van de jacht, de valkenjacht en de heraldiek. De oorspronkelijke benaming was The Bokys of Haukyng and Huntyng; and also of coot-armuris, maar het werd al spoedig bekend onder de kortere titel, destijds gespeld als The Boke of St Albans. Het zou ook het eerste boek zijn waarin gebruik wordt gemaakt van kleurendruk.
Al spoedig nadat William Caxton de eerste drukpers in Engeland had opgezet in Westminster, verschenen er meer. In 1478 werd een drukpers gevestigd in Oxford en rond 1480 in St Albans.
Hier werden voornamelijk wetenschappelijke werken gedrukt, veelal in het Latijn. De drukpers in St Albans bracht acht werken uit, waarvan de laatste twee in het Engels. 'The Book of St. Albans' was het laatste boek uit de serie en verscheen in 1486. 
Het in verzen geschreven tweede deel van het werk, dat de jacht tot onderwerp heeft, eindigt met de woorden “Explicit Dam Julyans Barnes in her boke of huntyng”. Dit zou verwijzen naar Juliana Berners, die priores zou zijn geweest van het nonnenklooster van Sopwell, nabij St Albans. Zij wordt ook wel beschouwd als schrijfster van het hele werk, hoewel uit de teksten valt op te maken dat er meerdere auteurs aan zouden hebben gewerkt. Het deel over heraldiek is waarschijnlijk gebaseerd op een ouder werk over dit onderwerp en grote delen van de verhandelingen over de (valken)jacht gaan terug op geschriften uit de 14e eeuw.
In een latere uitgave uit 1497, verzorgd door Wynkyn de Worde, is een verhandeling toegevoegd over de vissport. De bedoeling van de teksten was om de jonge 'gentlemen' te instrueren over essentiële zaken die een heer hoorde te kennen en beheersen.